# Plasek Gábor
Plasek Gábor (Budapest, 1948. március 13. –) magyar nemzetközi labdarúgó-játékvezető. Polgári foglalkozása vegyészmérnök.

## Pályafutása

### Nemzeti játékvezetés
A játékvezetésből a XIV. kerületi Játékvezető Bizottsága előtt, Zuglóban vizsgázott. A Budapesti Labdarúgó-szövetség (BLSZ) által üzemeltetett labdarúgó bajnokságokban kezdte sportszolgálatát. A BLSZ Játékvezető Bizottság (JB) javaslatára 1984-ben NB III-as, egyben országos utánpótlás játékvezető. Az Magyar Labdarúgó-szövetség (MLSZ) JB minősítésével NB II-es, 1986-tól NB I-es bíró. Küldési gyakorlat szerint rendszeres partbírói szolgálatot is végzett. A nemzeti játékvezetéstől 1991-ben visszavonult. NB I-es mérkőzéseinek száma: 45.
| Időpont           | Helyszín                          | Mérkőzés típusa          | Mérkőzés                                       | Eredmény | Nézők száma |
| ----------------- | --------------------------------- | ------------------------ | ---------------------------------------------- | -------- | ----------- |
| 1986. április 26. | Újmecsekaljai Stadion, Pécs       | első NB I-es mérkőzése   | Pécsi Munkás SC–Békéscsabai Előre Spartacus SE | 4 – 1    | 15 000      |
| 2015. október 13. | Felső Tisza-parti Stadion, Szeged | utolsó NB I-es mérkőzése | Szeged SC–Újpesti TE                           | 0 – 4    | 12 000      |

### Nemzetközi játékvezetés
A Magyar Labdarúgó-szövetség JB terjesztette fel nemzetközi játékvezetőnek, a Nemzetközi Labdarúgó-szövetség (FIFA) 1988-tól tartotta-tartja nyilván bírói keretében. Egy nemzetek közötti válogatott, valamint UEFA-kupa klubmérkőzést vezetett, vagy működő társának partbíróként segített. A  nemzetközi játékvezetéstől sérülés miatt 1990-ben búcsúzott. Válogatott mérkőzéseinek száma: 1.

## Sportvezetőként
A BLSZ JB Oktatási Bizottságának tagja, játékvezető ellenőr.

## Külső hivatkozások
- Plasek Gábor. World Referee. (Hozzáférés: 2016. január 14.)[halott link]
- Plasek Gábor. World Referee. (Hozzáférés: 2016. január 14.)
- Plasek Gábor játékvezetői adatlapja a Nemzeti Labdarúgó Archívum oldalán